# Alan Menken
Alan Irwin Menken (New Rochelle, 22 luglio 1949) è un compositore, pianista e direttore d'orchestra statunitense di colonne sonore cinematografiche e di musical.
Con 19 nomination e 8 vittorie, Menken è al quinto posto nella classifica delle persone che hanno vinto più Oscar, dopo Walt Disney (26 vittorie), Cedric Gibbons (11 vittorie), Alfred Newman (9 vittorie) ed Edith Head (8 vittorie, 35 nomination), nonché al primo posto tra i vincitori ancora viventi. Nel 2020, con la vittoria del Daytime Emmy Award per la canzone Waiting in the Wings, Alan Menken è diventato la sedicesima persona a conseguire il titolo "EGOT", ossia la vittoria di almeno uno dei quattro premi statunitensi più prestigiosi (l'Emmy per la TV, il Grammy per la musica, l'Oscar per il cinema e il Tony per il teatro).

## Biografia
Menken è nato a New Rochelle, New York. Assieme all'indelebile paroliere Howard Ashman (1950-1991) ha scritto la commedia musicale di successo La piccola bottega degli orrori (1982), da cui nel 1986 è stato tratto anche un film che si aggiudicò la nomination all'Oscar alla migliore canzone. Ha composto le musiche di numerosi film prodotti dalla Walt Disney collaborando come autore di canzoni assieme a famosi parolieri come Ashman, Tim Rice e Stephen Schwartz: La sirenetta (1989), La bella e la bestia (1991), Gli strilloni (1991), Aladdin (1992), Pocahontas (1995), Il gobbo di Notre Dame (1996), Hercules (1997), Mucche alla riscossa (2004) e Rapunzel - L'intreccio della torre (2010). Ha vinto otto premi Oscar nelle categorie migliore canzone e migliore colonna sonora per La sirenetta, La bella e la bestia, Aladdin e Pocahontas.
Nel 1997 ha composto un oratorio assieme a Tim Rice sulla vita di Re Davide, dal titolo King David, eseguito per l'inaugurazione del teatro New Amsterdam di proprietà della Disney. Oltre all'adattamento teatrale de La bella e la bestia nel 1994 per Broadway e de Il gobbo di Notre Dame nel 1999 per la Germania ha composto altri musical tra cui Weird Romance (1992) e A Christmas Carol (1994), basato sul celebre racconto di Charles Dickens. I suoi ultimi progetti sono gli adattamenti di Aladdin (2003), Sister Act (2006), Come d'incanto (2007) e The Little Mermaid (2008), con aggiunta di nuove canzoni. Ha scritto le musiche per il film Disney Rapunzel - L'intreccio della torre uscito il 26 novembre 2010. Il 25 gennaio 2011 la canzone centrale del film I see the light si è aggiudicata la nomination all'Oscar alla migliore canzone.
Alan Menken era stato poi ingaggiato per la composizione delle musiche per un altro film Disney, La regina della neve. Successivamente il titolo del film è divenuto Frozen - Il regno di ghiaccio e la colonna sonora è stata affidata a Christophe Beck, Robert Lopez e Kristen Anderson-Lopez. L'11 novembre 2010, gli è stata assegnata la stella sulla famosa Hollywood Walk of Fame durante una cerimonia all'El Capitan Theatre su Hollywood Boulevard. Tra i presenti, anche l'attrice Mandy Moore, una delle voci di Rapunzel - L'intreccio della torre. Nel 2012 è il compositore nelle musiche del film Biancaneve diretto da Tarsem Singh. Nel 2014 compone le musiche per lo show della ABC, Galavant. Nel 2016 lavora alla colonna sonora del cartone animato Sausage Party - Vita segreta di una salsiccia dei registi Greg Tiernan e Conrad Vernon. Nel 2017 cura la colonna sonora e le canzoni dalla trasposizione cinematografica del Classico Disney La bella e la bestia di Bill Condon e viene confermato come compositore per il sequel di Come d'incanto dal titolo Come per disincanto - E vissero infelici e scontenti, diretto dal regista Adam Shankman.

## Filmografia parziale

### Compositore (colonne sonore)
- La sirenetta (The Little Mermaid), regia di John Musker e Ron Clements (1989)
- La bella e la bestia (Beauty and the Beast), regia di Gary Trousdale e Kirk Wise (1991)
- Aladdin, regia di John Musker e Ron Clements (1992)
- Pocahontas, regia di Mike Gabriel e Eric Goldberg (1995)
- Il gobbo di Notre Dame (The Hunchback of Notre Dame), regia di Gary Trousdale e Kirk Wise (1996)
- Hercules, regia di John Musker e Ron Clements (1997)
- Mucche alla riscossa (Home on the Range), regia di Will Finn e John Sanford (2004)
- Un amore sotto l'albero (Noel), regia di Chazz Palminteri (2004)
- Shaggy Dog - Papà che abbaia... non morde (The Shaggy Dog), regia di Brian Robbins (2006)
- Come d'incanto (Enchanted), regia di Kevin Lima (2007)
- Rapunzel - L'intreccio della torre (Tangled), regia di Nathan Greno e Byron Howard (2010)
- Biancaneve (Mirror Mirror), regia di Tarsem Singh (2012)
- Sausage Party - Vita segreta di una salsiccia (Sausage Party), regia di Greg Tiernan e Conrad Vernon (2016)
- La bella e la bestia (Beauty and the Beast), regia di Bill Condon (2017)
- Howard - La vita, le parole (Howard), regia di Don Hahn (2018)
- Aladdin, regia di Guy Ritchie (2019)
- Come per disincanto - E vissero infelici e scontenti (Disenchanted), regia di Adam Shankman (2022)
- La sirenetta (The Little Mermaid), regia di Rob Marshall (2023)
- Spellbound - L'incantesimo (Spellbound), regia di Vicky Jenson (2024)

### Compositore (canzoni)
- La piccola bottega degli orrori (Little Shop of Horrors), regia di Frank Oz (1986)
- La sirenetta (The Little Mermaid), regia di John Musker e Ron Clements (1989)
- Rocky V, regia di John G. Avildsen (1990)
- La bella e la bestia (Beauty and the Beast), regia di Gary Trousdale e Kirk Wise (1991)
- Aladdin, regia di John Musker e Ron Clements (1992)
- Gli strilloni (Newsies), regia di Kenny Ortega (1992)
- Mamma, ho riperso l'aereo: mi sono smarrito a New York (Home Alone 2: Lost in New York), regia di Chris Columbus (1992)
- Pocahontas, regia di Mike Gabriel e Eric Goldberg (1995)
- Il gobbo di Notre Dame (The Hunchback of Notre Dame), regia di Gary Trousdale e Kirk Wise (1996)
- Hercules, regia di John Musker e Ron Clements (1997)
- Mucche alla riscossa (Home on the Range), regia di Will Finn e John Sanford (2004)
- Come d'incanto (Enchanted), regia di Kevin Lima (2007)
- Rapunzel - L'intreccio della torre (Tangled), regia di Nathan Greno e Byron Howard (2010)
- Captain America - Il primo Vendicatore (Captain America: The First Avenger), regia di Joe Johnston (2011)
- Sausage Party - Vita segreta di una salsiccia (Sausage Party), regia di Greg Tiernan e Conrad Vernon (2016)
- La bella e la bestia (Beauty and the Beast), regia di Bill Condon (2017)
- Ralph spacca Internet (Ralph Breaks the Internet), regia di Rich Moore e Phil Johnston (2018)
- Holmes & Watson - 2 de menti al servizio della regina (Holmes & Watson), regia di Etan Cohen (2018)
- Aladdin, regia di Guy Ritchie (2019)
- Come per disincanto - E vissero infelici e scontenti (Disenchanted), regia di Adam Shankman (2022)
- La sirenetta (The Little Mermaid), regia di Rob Marshall (2023)
- Spellbound - L'incantesimo (Spellbound), regia di Vicky Jenson (2024)

## Riconoscimenti
- Premio Oscar
  - 1987 - Candidatura per la miglior canzone (con Howard Ashman) per Mean Green Mother from Outer Space, da La piccola bottega degli orrori
  - 1990 - Miglior colonna sonora per La Sirenetta
  - 1990 - Miglior canzone (con Howard Ashman) per Under the Sea, da La Sirenetta
  - 1990 - Candidatura per la miglior canzone (con Howard Ashman) per Kiss the Girl, da La Sirenetta
  - 1992 - Miglior colonna sonora per La Bella e la Bestia
  - 1992 - Miglior canzone (con Howard Ashman) per Beauty and the Beast, da La Bella e la Bestia
  - 1992 - Candidatura per la miglior canzone (con Howard Ashman) per Belle, da La Bella e la Bestia
  - 1992 - Candidatura per la miglior canzone (con Howard Ashman) per Be Our Guest, da La Bella e la Bestia
  - 1993 - Miglior colonna sonora per Aladdin
  - 1993 - Miglior canzone (con Tim Rice) per A Whole New World, da Aladdin
  - 1993 - Candidatura per la miglior canzone (con Howard Ashman) per Friend Like Me, da Aladdin
  - 1996 - Miglior colonna sonora (con Stephen Schwartz) per Pocahontas
  - 1996 - Miglior canzone  (con Stephen Schwartz) per Colors of the Wind, da Pocahontas
  - 1997 - Candidatura per la miglior colonna sonora (con Stephen Schwartz) per Il Gobbo di Notre Dame
  - 1998 - Candidatura per la miglior canzone (con David Zippel) per Go the Distance, da Hercules
  - 2008 - Candidatura per la miglior canzone (con Stephen Schwartz) per Happy Working Song, da Come d'incanto
  - 2008 - Candidatura per la miglior canzone (con Stephen Schwartz) per So Close, da Come d'incanto
  - 2008 - Candidatura per la miglior canzone (con Stephen Schwartz) per That's How You Know, da Come d'incanto
  - 2011 - Candidatura per la miglior canzone (con Glenn Slater) per I See the Light, da Rapunzel - L'intreccio della torre
- Golden Globe
  - 1990 - Miglior colonna sonora per La sirenetta
  - 1990 - Miglior canzone originale (con Howard Ashman) per Under the Sea, da La sirenetta
  - 1990 - Candidatura per la miglior canzone originale (con Howard Ashman) per Kiss the Girl, da La sirenetta
  - 1992 - Miglior colonna sonora per La Bella e la Bestia
  - 1992 - Miglior canzone originale (con Howard Ashman) per Beauty and the Beast, da La Bella e la Bestia
  - 1992 - Candidatura per la miglior canzone originale (con Howard Ashman) per Be Our Guest, da La Bella e la Bestia
  - 1993 - Miglior colonna sonora per Aladdin
  - 1993 - Miglior canzone originale (con Tim Rice) per A Whole New World, da Aladdin
  - 1993 - Candidatura per la miglior canzone originale (con Howard Ashman) per Friend Like Me, da Aladdin
  - 1993 - Candidatura per la miglior canzone originale (con Howard Ashman) per Prince Ali, da Aladdin
  - 1996 - Miglior canzone originale (con Stephen Schwartz) da Colors of the Wind, da Pocahontas
  - 1996 - Candidatura per la miglior colonna sonora per Pocahontas
  - 1997 - Candidatura per la miglior colonna sonora per Il Gobbo di Notre Dame
  - 1998 - Candidatura per la miglior canzone originale (con David Zippel) per Go the Distance, da Hercules
  - 2008 - Candidatura per la miglior canzone originale (con Stephen Schwartz) per That's How You Know, da Come d'incanto
  - 2011 - Candidatura per la miglior canzone originale (con Glenn Slater) per I See the Light, da Rapunzel - L'intreccio della torre
- Grammy Awards[4]
  - 1983 - Candidatura per il miglior album di un musical teatrale (con Howard Ashman e Phil Ramone) per La piccola bottega degli orrori
  - 1991 - Miglior album musicale per bambini (con Howard Ashamn) per The Little Mermaid: Original Walt Disney Records Soundtrack
  - 1991 - Miglior canzone scritta specificatamente per un film o per la televisione (con Howard Ashamn) per Under the Sea, da La sirenetta
  - 1991 - Candidatura per la miglior composizione strumentale scritta per un film o per la televisione per The Little Mermaid: Original Walt Disney Records Soundtrack
  - 1991 - Candidatura per la miglior canzone scritta specificatamente per un film o per la televisione (con Howard Ashamn) per Kiss the Girl, da La sirenetta
  - 1993 - Miglior album musicale per bambini (con Howard Ashamn) per Beauty and the Beast: Original Motion Picture Soundtrack
  - 1993 - Miglior composizione strumentale scritta per un film o per la televisione per Beauty and the Beast: Original Motion Picture Soundtrack
  - 1993 - Miglior canzone scritta specificatamente per un film o per la televisione (con Howard Ashamn) per Beauty and the Beast, da La Bella e la Bestia
  - 1993 - Candidatura all'album dell'anno (con vari artisti) per Beauty and the Beast: Original Motion Picture Soundtrack
  - 1993 - Candidatura alla canzone dell'anno (con Howard Ashamn) per Beauty and the Beast, da La Bella e la Bestia
  - 1994 - Canzone dell'anno (con Tim Rice) per A Whole New World, da Aladdin
  - 1994 - Miglior album musicale per bambini (con Tim Rice) per Aladdin: Original Motion Picture Soundtrack
  - 1994 - Miglior composizione strumentale scritta per un film o per la televisione per Aladdin: Original Motion Picture Soundtrack
  - 1994 - Miglior canzone scritta specificatamente per un film o per la televisione (con Tim Rice) per A Whole New World, da Aladdin
  - 1994 - Candidatura alla miglior canzone scritta specificatamente per un film o per la televisione (con Howard Ashamn) per Friend Like Me, da Aladdin
  - 1996 - Miglior canzone scritta specificatamente per un film o per la televisione (con Stephen Schwartz) per Colors of the Wind, da Pocahontas
  - 2009 - Candidatura alla miglior canzone scritta specificatamente per un film, per la televisione o per altri media visivi (con Stephen Schwartz) per Ever Ever After, da Come d'incanto
  - 2009 - Candidatura alla miglior canzone scritta specificatamente per un film, per la televisione o per altri media visivi (con Stephen Schwartz) per That's How You Know, da Come d'incanto
  - 2009 - Candidatura per il miglior album di un musical teatrale (con Bruce Botnick, Michael Kosarin e Chris Montan) per Disney's The Little Mermaid: Original Broadway Cast Recording
  - 2012 - Miglior canzone scritta per i media visivi (con Glenn Slater) per I See the Light, da Rapunzel - L'intreccio della torre
  - 2012 - Candidatura alla miglior colonna sonora per i media visivi per Rapunzel - L'intreccio della torre
  - 2013 - Candidatura per il miglior album di un musical teatrale (con Jeremy Jordan, Kara Lindsay, Frank Filipetti, Michael Kosarin e Chris Montan) per Gli strilloni
  - 2015 - Candidatura per il miglior album di un musical teatrale (con James Monroe Iglehart, Adam Jacobs, Courtney Reed, Frank Filipetti, Michael Kosarin e Chris Montan) per Aladdin
  - 2021 - Candidatura per il miglior album di un musical teatrale (con Tammy Blanchard, Jonathan Groff, Tom Alan Robbins, Will Van Dyke, Michael Mayer, Frank Wolf e Howard Ashman) per La piccola bottega degli orrori (The New Off-Broadway Cast)
- Tony Awards
  - 1994 - Candidatura per la miglior colonna sonora per La Bella e la Bestia
  - 2008 - Candidatura per la miglior colonna sonora per The Little Mermaid
  - 2011 - Candidatura per la miglior colonna sonora per Sister Act
  - 2012 - Migliore colonna sonora per Gli strilloni
- Premio Emmy
  - 1990 - Speciale Emmy Award per Wonderful Ways to Say No da I nostri eroi alla riscossa
  - 2013 - Candidatura per la miglior musica e testi (con Glenn Slater) per More or Less the Kind of Thing You May or May Not Possibly See on Broadway da Vicini del terzo tipo
  - 2016 - Candidatura per la miglior musica e testi (con Glenn Slater) per A New Season da Galavant
  - 2020 - Daytime Emmy per la migliore canzone in un programma per bambini, giovani adulti o d'animazione (con Glenn Slater) per Waiting in the Wings da Rapunzel: La serie
- Drama Desk Awards
  - 1983 - Candidatura per Drama Desk Award for Outstanding Music per La Piccola Bottega degli Orrori
  - 1994 - Candidatura per Drama Desk Award for Outstanding Music per La Bella e la Bestia
  - 2011 - Candidatura per Drama Desk Award for Outstanding Music per Sister Act
  - 2012 - Drama Desk Award for Outstanding Music per Gli strilloni
  - 2012 - Candidatura per Drama Desk Award for Outstanding Music per Leap of Faith